# カイロの聖母
カイロの聖母、カイロの生神女は、エジプトのカイロで大人数の目撃者がいる聖母の出現。これはカイロのゼイトゥーン(アラビア語:الزيتون)に出現したことから「エル・ゼイトゥーン」「ゼイトゥーン」とも呼ばれ、まれに「光の聖母」とも呼ばれる。これは最初の1968年4月2日に始まり、2～3年以上も続いていた。

## 出現
記録によると、このカイロで最初の出現は1968年4月2日の夜にイスラム教徒ファルーク・ムハンマド・アトワがバスの整備をしている時で、そこはゼィトゥーンにある聖母教会の通りだった。彼は聖母の出現を見た時に、女性が建物から飛び下りて自殺を試みていると考えた。2人の他の男性もまた白い人影を教会の上に見ている。。
そしてその様子は警察にも報告されている。
現場に群衆が集まり、警察は分散させようと試みた。警察は、その光景を単なる通りのライトからの反射であるとした。
しかしながら、その光景を見ていた群衆たちの報告では、はっきりとした聖母マリアが出現したとされる。警察が群衆を解散させようとする試みは失敗に終わっている。 
1週間後の4月9日に数分間、同じ現象が再び起こった。その後に出現はより多く頻繁に起こるようになり、ある時など1週間に2～3度起きている。この現象は数年間続き、1971年に終了した。
コプト正教会教皇・コプト教会アレクサンドリア総主教キリロス6世（en）はこの出現を公認するとの声明を出した。
これらの出現は大統領のガマール・アブドゥル＝ナーセルもまた目撃している。また新聞社のカメラマンや、エジプトのテレビも撮影している。警察によって実行された調査は、現象の説明をつけることができなかった。建物から15マイル範囲内に、出現した人影を映し出すのが可能な装置を見つけ出すことができなかった。この間に単体の被写体についてたくさんの写真が目視で撮影されたことは、複雑な写真操作は必要ではないことを意味する。発光した目撃物を作り出す説明をすることは不可能なので、エジプト政府は出現を本物と認めた。